# Aeroportul Internațional Kuala Lumpur
Aeroportul Internațional Kuala Lumpur (IATA: KUL, ICAO: WMKK) este un aeroport din Sepang District⁠(d), Selangor, Malaysia ce deservește zona Kuala Lumpur. Aeroportul a fost tranzitat în 2022 de 25.377.000 de pasageri. A fost deschis în 27 iunie 1998 și numit după zona deservită. 
Situat la o altitudine de 22 m, aeroportul dispune de 3 piste. Este operat de Malaysia Airports⁠(d).

## Infrastructură

### Piste
Aeroportul dispune de 3 piste: 
- pista 14L/32R din beton, cu dimensiunile 4.124 m × 60 m
- pista 14R/32L din beton, cu dimensiunile 4.050 m × 60 m
- pista 15/33 din beton, cu dimensiunile 3.960 m × 60 m

### Terminale
Aerogara are în componență 2 terminale, Kuala Lumpur International Airport Main Terminal⁠(d) și Kuala Lumpur International Airport KLIA2 Terminal⁠(d).